# Battle Command
Battle Command est un jeu vidéo de simulation développé par Realtime Games et édité par Ocean Software, sorti en 1990 sur Amstrad CPC, Atari ST, Commodore 64, Amiga, DOS et ZX Spectrum. Il s'agit de la suite de Carrier Command.

## Accueil
- Tilt : 16/20 (version Atari ST) et 17/20 (version Amiga)[1]